# Boum-Badaboum
Chansons représentant Monaco au Concours Eurovision de la chanson
Bien plus fort
(1966) À chacun sa chanson
(1968)
Singles de Minouche Barelli
Goualante 67
(1966) Si j'ai rêvé
(1968)
Boum-Badaboum est une chanson écrite et composée par Serge Gainsbourg et interprétée par la chanteuse Minouche Barelli, sortie en 45 tours et super 45 tours en 1967. C'est la chanson représentant Monaco au Concours Eurovision de la chanson 1967.
Elle a également été enregistré par Minouche Barelli en allemand, anglais et en italien.

## À l'Eurovision
Boum-Badaboum est la chanson ayant été sélectionnée pour représenter Monaco au Concours Eurovision de la chanson 1967 le 8 avril à Vienne, en Autriche. C'est la deuxième des trois chansons que Serge Gainsbourg a écrit pour l'Eurovision, après Poupée de cire, poupée de son, chanson lauréate de France Gall pour le Luxembourg en 1965, et avant White and Black Blues de Joëlle Ursul pour la France en 1990.
La chanson est intégralement interprétée en français, langue officielle de Monaco, comme l'impose la règle entre 1966 et 1973. L'orchestre est dirigé par Aimé Barelli.
Boum-Badaboum est la quatorzième chanson interprétée lors de la soirée du concours, suivant Dukkemann de Kirsti Sparboe pour la Norvège et précédant Vse rože sveta de Lado Leskovar pour la Yougoslavie.
À l'issue du vote, elle obtient 10 points et se classe 5e sur 17 chansons,.

## Liste des titres
| A1. | Boum-Badaboum                 | Serge Gainsbourg                             | 2:16 |
| A2. | Je saurai bien me faire aimer | Vline Buggy, Guy Magenta                     | 3:07 |
| B1. | Il faut dire                  | Armand Canfora, Joss Baselli, Michel Jourdan | 2:26 |
| B2. | Le Garçon d'Ostende           | Pierre Delanoë, Aimé Barelli                 | 1:55 |

## Classements

### Classements hebdomadaires
| Classement (1967)                       | Meilleure position |
| --------------------------------------- | ------------------ |
| Belgique (Wallonie Ultratop 50 Singles) | Tip                |

## Historique de sortie
| Pays ou région | Date         | Format                  | Label    |
| -------------- | ------------ | ----------------------- | -------- |
| France,        | juillet 1967 | super 45 tours          | CBS      |
| France,        | avril 1967   | 45 tours                | CBS      |
| Allemagne      | 1967         | 45 tours                | CBS      |
| Canada         | avril 1967   | 45 tours                | Columbia |
| Italie         | 1967         | 45 tours                | CBS      |
| Portugal       | 1967         | super 45 tours          | CBS      |
| Royaume-Uni    | 1967         | 45 tours (promotionnel) | CBS      |
| Scandinavie    | 1967         | 45 tours                | CBS      |